# Stadtpfarrkirche Bad Radkersburg

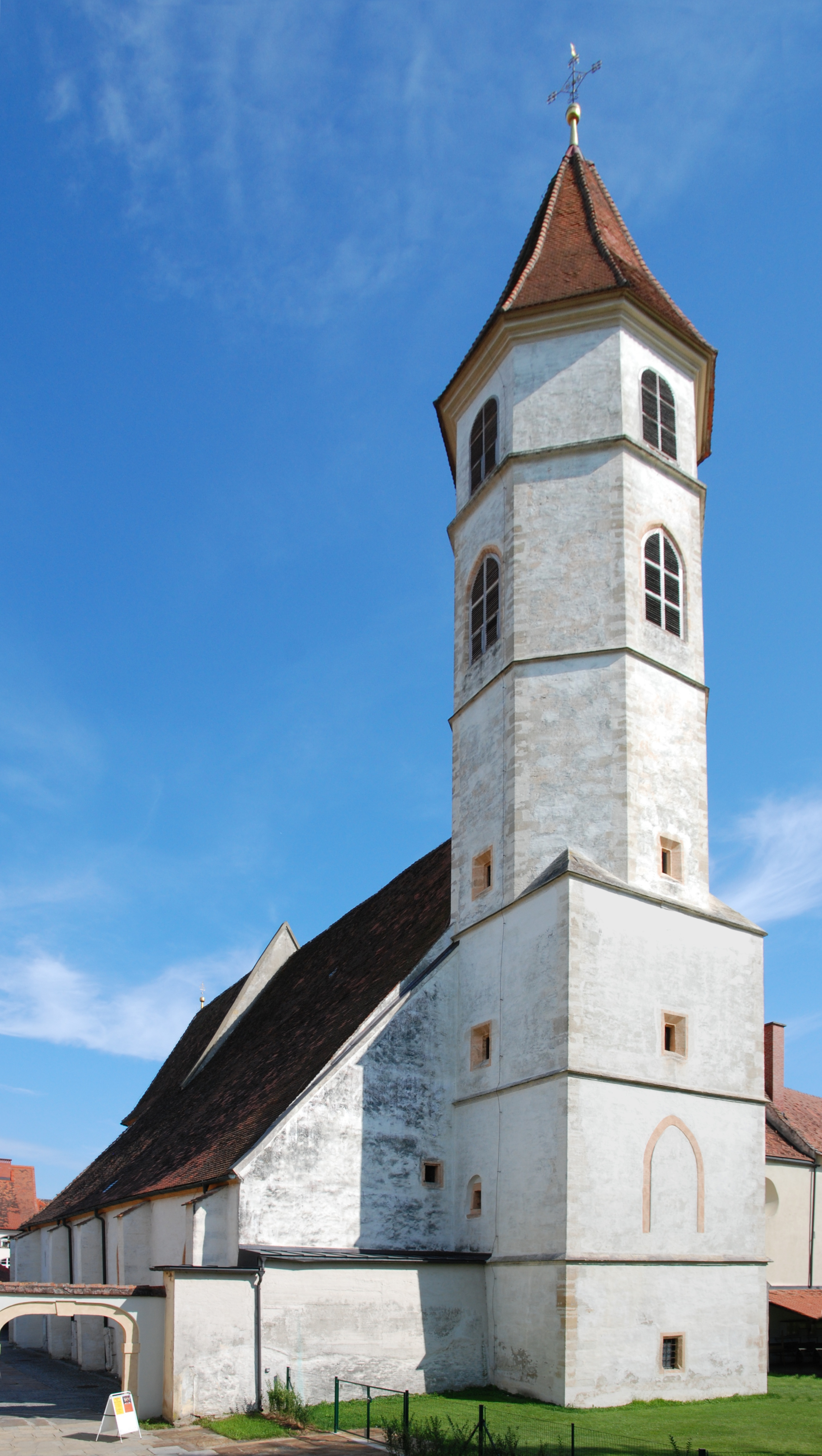
Stadtpfarrkirche Hl. Johannes der Täufer

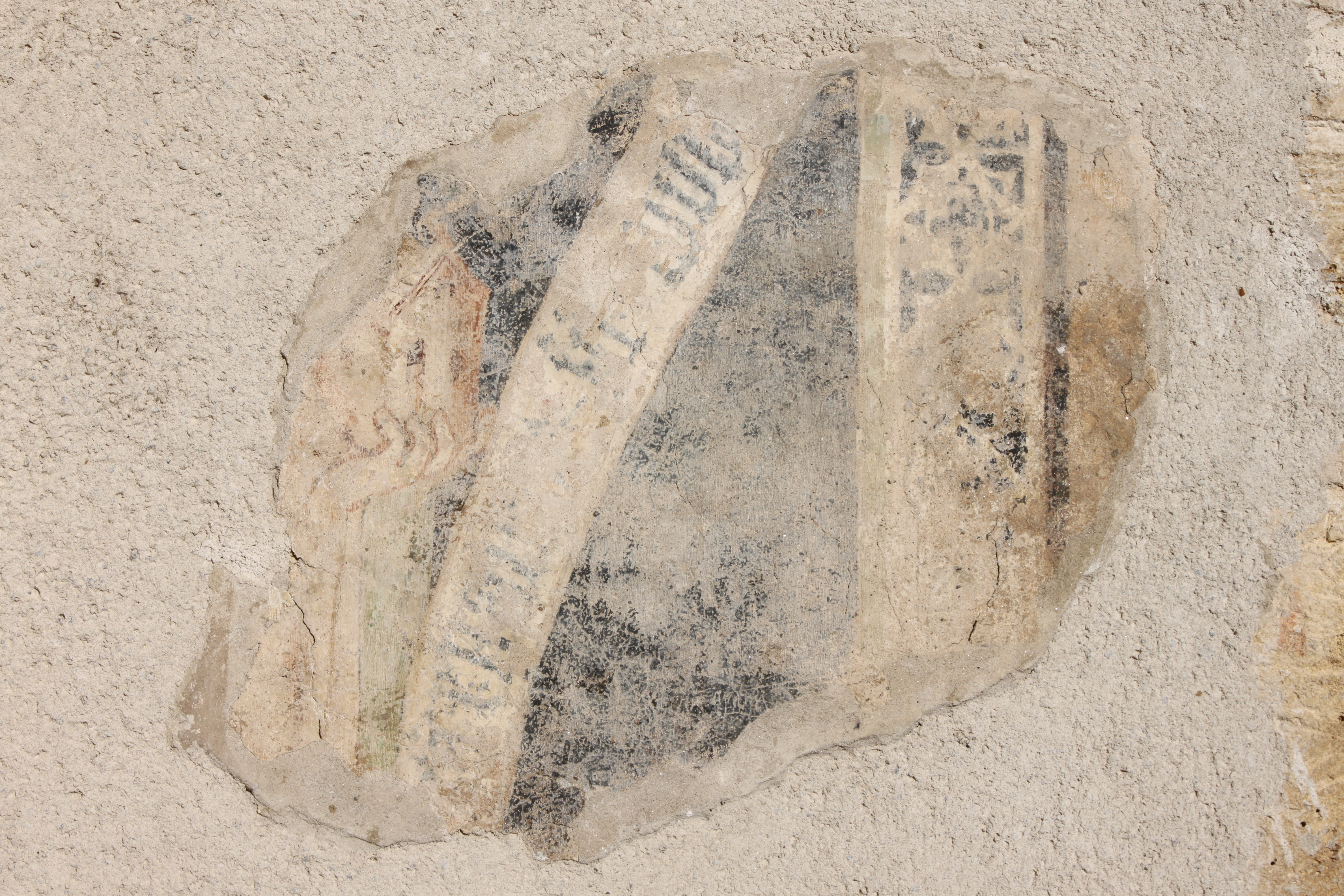
Freskenrest Hand mit Kirchengebäude und Schriftfragmente (um 1400) von Johannes Aquila

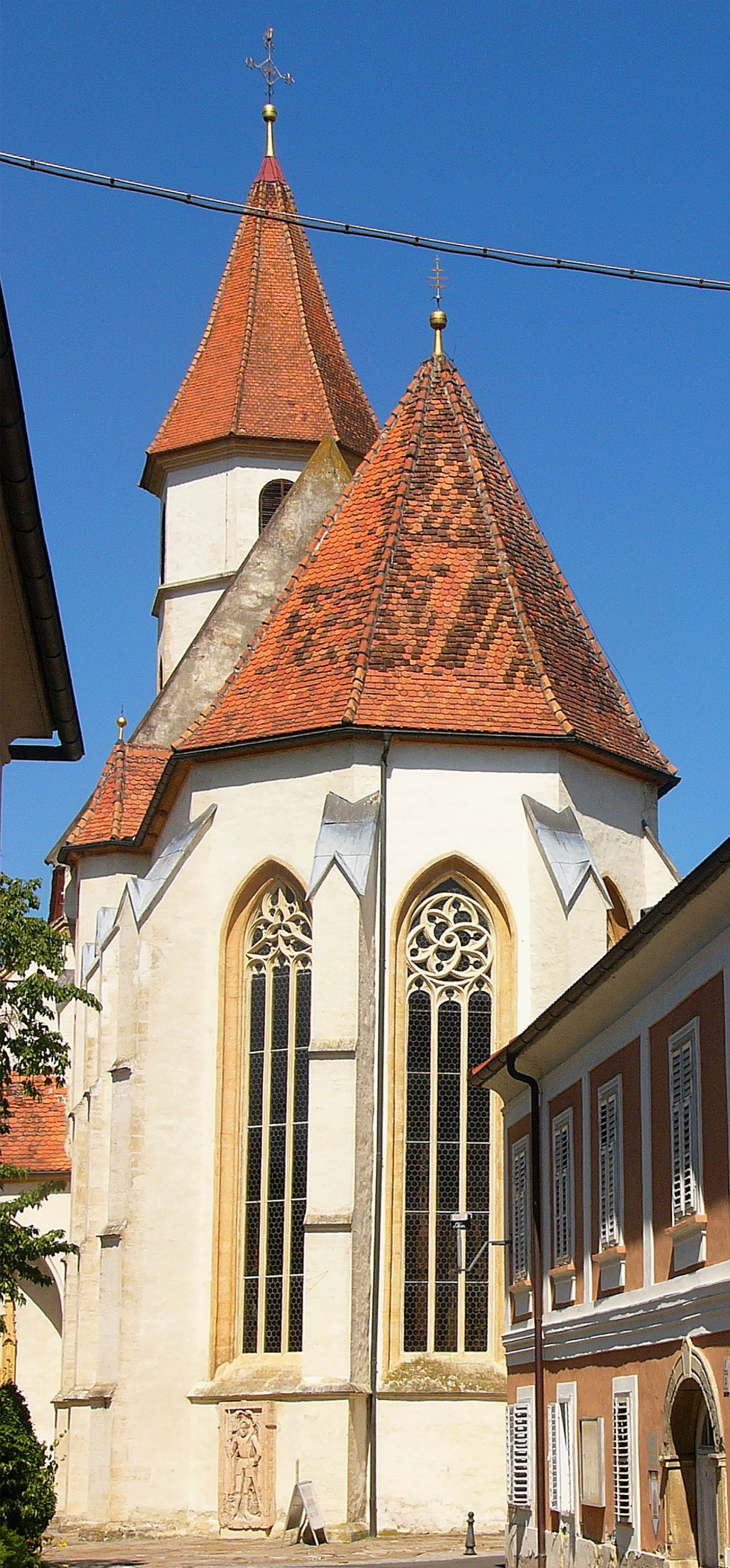
Die Apsisseite der Stadtpfarrkirche

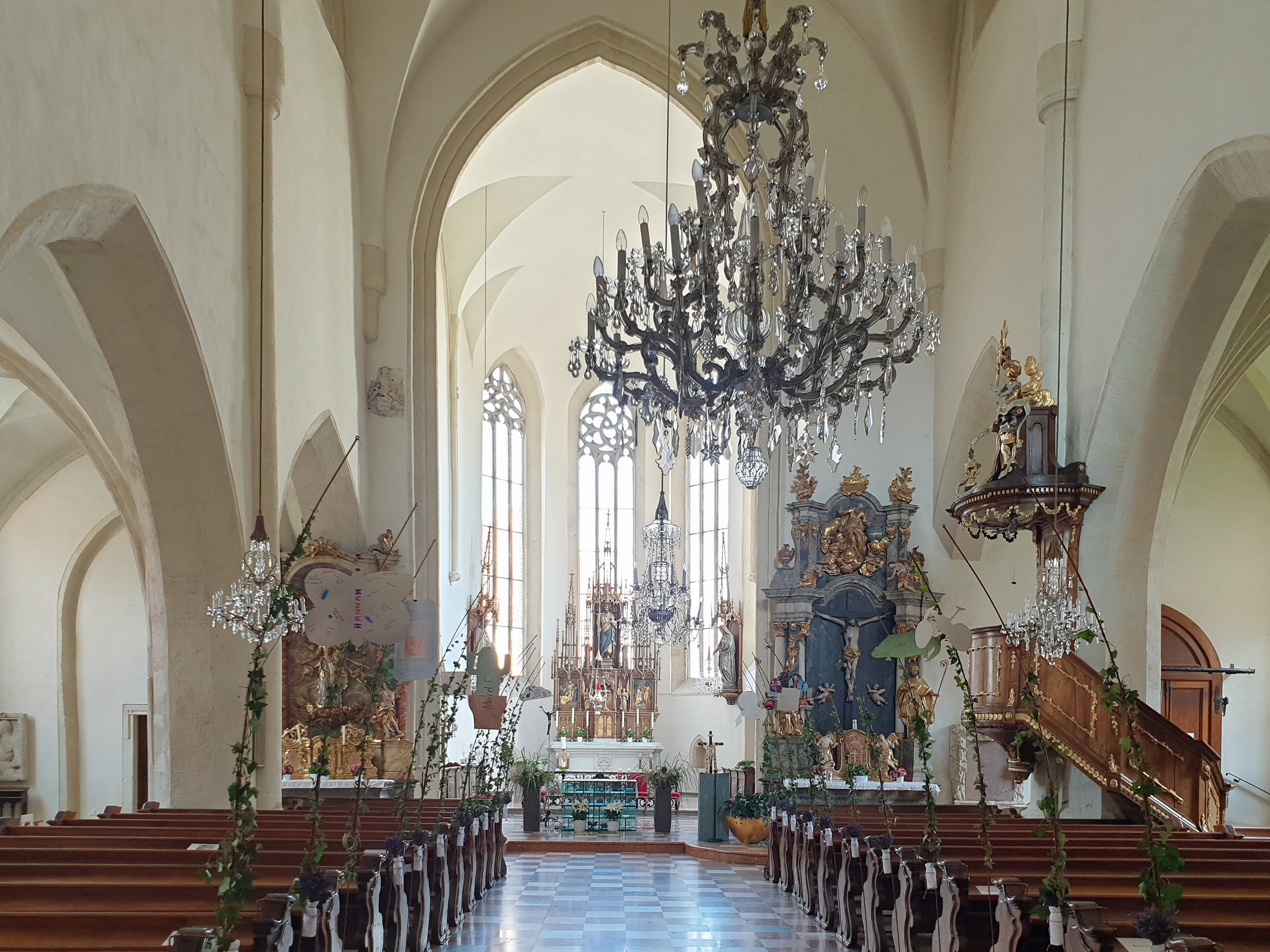
Das Kirchenschiff

Die römisch-katholische Stadtpfarrkirche Bad Radkersburg steht in der Stadt Bad Radkersburg in der Steiermark. Die Pfarrkirche Hl. Johannes der Täufer gehört zum 2020 geschaffenen Seelsorgeraum Mureck in der Diözese Graz-Seckau. Die Kirche steht unter Denkmalschutz.

## Geschichte
Lange vor der Gründung der Stadt lässt sich in Radkersburg eine Pfarre nachweisen. Bereits 1185 wird in einer Urkunde ein Pfarrer von Radkersburg namens Markowardus genannt. Der Sitz dieser „Mutterpfarre“ Radkersburg liegt im Bereich der Burg Oberradkersburg mit ihrer seit 1182 nachweisbaren, dem hl. Rupert geweihten Kirche.
Die heutige Pfarrkirche Hl. Johannes d.T. wird 1402 in einer Urkunde genannt, wobei die Kirche als Bauwerk älter ist. Sie ist eine gotische Pfeilerbasilika aus dem 14. Jahrhundert mit spätgotischen Veränderungen. Im späten 19. Jahrhundert wurden die Gewölberippen zum großen Teil abgeschlagen und das Gewölbe im Chor erneuert. 1972 wurde die Kirche innen und 1980 außen restauriert.
Der Pfarrbereich ging im Jahr 1402 von der Erzdiözese Salzburg an das Bistum Seckau. Eine selbständige Pfarre wird nach der Abtrennung von der 1545 abgetragenen Ruprechtskirche im heute slowenischen Oberradkersburg für das Ende des 15. Jahrhunderts angenommen.
Eine Glaubensvisitation im Jahr 1528 in Radkersburg nannte 15 katholische Priester, aber auch die ersten Protestanten. Überliefert ist, dass am Aschermittwoch 1528 vom Haus des Christoph Eggenberger eine eigenartige Prozession zur Verspottung katholischer Bräuche ausging, in der eine Bahre mit einer ausgestopften Figur mit Kürbiskopf und einer Stange bestückt mit einem Kranz und zwei Heringen mitgetragen wurde. 1582 stellten die Radkersburger in Bruck an der Mur an Erzherzog Karl II. den Antrag auf freie Religionsausübung. Unter dem Druck der Umstände wurde zwar Gesinnungsfreiheit, nicht aber freie Religionsausübung zugestanden. 1582 wurde eine protestantische Kirche gebaut. Im Zuge der Gegenreformation, die in Allianz zwischen dem steirischen Erzherzog Karl II. und Bischof Martin Brenner erfolgte, wurde im Jahr 1600 Radkersburg wieder „katholisch“. Alle „Ketzerschriften“ wurden verbrannt und die protestantische Kirche wurde samt Mesnerhaus demoliert. Zur Erneuerung des katholischen Glaubens wurden Kapuziner in die gotische, ehemalige Augustiner-Eremiten-Kirche geholt.
Die Grenzlage der Stadt, aber auch die kriegerischen Auseinandersetzungen mit Ungarn und Türken brachten der Stadt und damit auch der Pfarre wirtschaftliche Vorteile. So wurde die Pfarre schließlich auch Sitz des Dekanates Radkersburg, das bis 2020 bestand, ehe die neue Struktur der heutigen Seelsorgeräume geschaffen wurde.

## Architektur
Die Westfassade der Gründungskirche wurde unmittelbar in die westliche Stadtmauer der Stadtbefestigung eingebunden, der quadratische untere Teil des Turmes war ein ehemaliger Wehrturm des 14. Jahrhunderts und ist der älteste Teil des dreischiffigen vierjochigen Langhauses. Das Mittelschiff hat mächtige Pfeilerarkaden und darüber Lichtgaden unter einer spitzbogigen Stichkappentonne auf halbrunden Wanddiensten. Die niedrigeren Seitenschiffe wurden nach einem Brand im 16. Jahrhundert neu gewölbt. Im südlichen Seitenschiff und im westlichen Joch des nördlichen Seitenschiffes sind die Sternrippengewölbe erhalten. Es nach Norden aus der Achse verschoben schließt im Osten der zweijochige Chor mit Fünfachtelschluss, um 1400 erbaut, an das Langhaus an. Als Baumeister des Chors, des Treppenturmes und der Sakristei wird Johannes Aquila angenommen. In der Chorecke, zwischen dem Hauptportal in das südliche Seitenschiff und dem Chor, ist ein Treppenturm eingefügt. Außen an der Wand des Treppenturm sind Freskenreste von Johannes Aquila erhalten, die eine Hand mit dem Attribut eines Kirchengebäudes (vermutlich eine Darstellung des hl. Wolfgang von Regensburg oder des hl. Virgil von Salzburg) und Schriftfragmente zeigen. Die Strebepfeiler des Chors sind dreifach abgetreppt. Der polygonale Chorschluss zeigt außen eine spätgotische Büste des Baumeisters. Auch um 1400 wurde in der nördlichen Chorecke eine Sakristei gebaut. In der südlichen Chorwand ist eine zierliche gotische Sessionsnische mit Blendarkaden. Im Chorschluss sind drei spitzbogige Sakramentsnischen eingelassen. In der nördlichen Chorwand ist das Sakristeiportal mit einem Kielbogen und spätgotischen Beschlägen der Tür. Im spätgotischen Aufgang zur Empore im südlichen Seitenschiff sind Wappen der Bischöfe Matthias Scheit und Christoph von Zach angebracht. Die Orgelempore aus dem 18. Jahrhundert in den Westjochen ruht im Mittelschiff auf zwei weiteren Säulen. Eine Inschrifttafel aus dem Jahr 1515 bezieht sich auf die Errichtung des Fronbogens mit Niklas Wechsler. Der Westturm mit einem quadratischen Sockelgeschoß mit einem verstäbten Spitzbogenportal hat achteckige Obergeschoße und ein achtteiliges Zeltdach. An der Westseite wurden 1972 zwei vermauerte spätgotische Maßwerkfenster freigelegt. Das südliche Seitenschiff hat ein reich gestaltetes Hauptportal mit Figurenbaldachinen aus Aflenzer Sandstein von 1510.

## Einrichtung und Ausstattung

### Altäre
Der neogotische, freistehende Hochaltar wurde nach dem Entwurf von Robert Mikovics (1852–1894) bis 1906 neu errichtet. Er ersetzte einen Barockaltar aus der Mitte des 18. Jahrhunderts. Den Aufbau fertigte der Tischler Johann Rossmann. Die Statuen und Reliefs stammen von dem Bildhauer Peter Neuböck, Farbfassung und Vergoldungen wurden von Wilhelm Sirach ausgeführt, die Steinarbeiten von Franz Grein, alle aus Graz. Die große Figur über dem Expositorium zeigt Johannes den Täufer, den Schutzheiligen der Pfarrkirche von Bad Radkersburg. Die beiden seitlichen Figuren auf den Konsolen sind eine Herz-Jesu- und eine Herz-Maria-Statue.
2010 wurde die Zone für die Feier der Messe neu gestaltet. Deren Zentrum bildet ein moderner Hauptaltar (Volksaltar) aus Glas, den der steirische Künstler Gustav Troger entworfen hat. Von Troger stammt auch der steinerne Ambo. Der neue Hauptaltar wurde von Bischof Dr. Egon Kapellari am 27. September 2009 geweiht und eine Reliquie des hl. Constantius von Ancona († im 5./6. Jahrhundert) eingesetzt.
Die beiden Seitenaltäre wurden um 1750 angeschafft. Im linken, dem Kreuzaltar, findet sich ein spätgotisches Kruzifix aus der Zeit um 1510. Der rechte Seitenaltar ist der Gottesmutter Maria als Himmelskönigin geweiht. Ein weiterer Altar im nördlichen Seitenschiff ist ebenso Maria geweiht und zeigt eine Kopie des Gnadenbildes der schwarzen Madonna in Tschenstochau. Am Altar steht eine Pietà von Jakob Gschiel, die 1882 entstanden ist.

### Weitere Ausstattung
Die einfache Kanzel entstand um 1790. Zur weiteren Kirchenausstattung zählen einige barocke Figuren im Kirchenraum. Unter der Orgelempore findet sich des Weiteren ein barockes, um 1750 entstandenes Bild, das den Tod des heiligen Josef zeigt. Auf der Empore hängt das Altarblatt des ehemaligen barocken Hochaltars von 1720. Es zeigt die Taufe Christi und stammt von dem Maler Alois Bogner. 1855 wurde das Gemälde von Josef Wonsiedler restauriert. Das intarsierte Chorgestühl und das teilweise erneuerte Kirchengestühl entstammen der Mitte des 18. Jahrhunderts. Das schmiedeeiserne Kommuniongitter nennt seine Entstehungszeit mit „JCRB 1746“.
Bemerkenswert sind auch das Taufbecken aus der 1. Hälfte des 16. Jahrhunderts, das aus rötlichem Marmor in zwölfseitiger Kelchform gestaltet ist, ebenso das barocke Weihwasserbecken aus hellem Marmor am Südeingang.
Die Orgel wurde 1963 umgebaut.

## Glocken
Im Turm der Kirche hängen fünf Stahlglocken aus dem Jahr 1959, alle wurden vom Bochumer Verein gegossen. Die große Glocke ist in der Durrippe gegossen, die kleineren in der Molloktavrippe. Das Geläut hängt auf zwei Turmgeschoße verteilt: die Glocken 1 und 4 im oberen und die Glocken 2, 3 und 5 im onteren. Früher war das Geläut mit Klöppelfänger ausgestattet. Für das Land Österreich ist der Bochumer Verein eine absolute Rarität. Über die Vorgängergeläute ist wenig bekannt. Das erste bestand aus fünf Glocken, deren größte etwa 2000 kg gewogen haben dürfte. Die Glocken wurden in den Jahren 1505, 1759, 1512 und 1662 gegossen. Zur kleinsten Glocke ist nichts bekannt. Dieses Geläut wurde im 19. Jahrhundert umgegossen, bei den Ablieferungen im Ersten Weltkrieg wurde allerdings das ursprüngliche Gussdatum angegeben.
| Nr. | Name         | Schlagton | Durchmesser (mm) | Gewicht (kg) | Rippe               | Gießer, Gussort         | Gussjahr |
| --- | ------------ | --------- | ---------------- | ------------ | ------------------- | ----------------------- | -------- |
| 1   | Hl. Johannes | h0        | 1820             | 2740         | Duroktavrippe (V7)  | Bochumer Verein, Bochum | 1959     |
| 2   |              | dis1      | 1430             | 1080         | Molloktavrippe (V7) | Bochumer Verein, Bochum | 1959     |
| 3   |              | fis1      | 1180             | 630          | Molloktavrippe (V7) | Bochumer Verein, Bochum | 1959     |
| 4   |              | gis1      | 1050             | 430          | Molloktavrippe (V7) | Bochumer Verein, Bochum | 1959     |
| 5   |              | h1        | 910              | 360          | Molloktavrippe (V7) | Bochumer Verein, Bochum | 1959     |

## Grabdenkmäler
In und um die Kirche sind 32 Epitaphien und Grabsteine von bedeutenden Radkersburger Bürger- und Adelsfamilien aus dem 15. bis 18. Jahrhundert angebracht.
- Grabstein zu Hans Eggenberger, gestorben 1481.[2]
- Grabstein mit einem Relief eines gerüsteten Ritters zu Achatz von Maghnitz 1526.[2]